# Grieghallen
Grieghallen er et koncerthus i Bergen i Norge med plads til 1.500 publikummer. Grieghallen er tegnet af den danske arkitekt Knud Munk. Det blev indviet i 1978 og har siden været hjemsted for Bergen filharmoniske orkester. I 1986 var Grieghallen vært for Eurovision Song Contest, og den huser hver vinter desuden Det norske mesterskab for brassbands. Desuden anvendes hallen til ballet- og operaforestillinger samt rockkoncerter.
Koncerthuset er opkaldt efter komponisten Edvard Grieg, der blev født i Bergen, og som var dirigent for Bergen filharmoniske orkester fra 1880 til 1882.